# 小鱗犬齒脂鯉
小鱗犬齒脂鯉，為輻鰭魚綱脂鯉目脂鯉亞目狼牙脂鯉科的其中一個種，分布於南美洲法屬圭亞那及蘇利南沿岸溪流，本魚在下頜的前上嘴部具有一對大的犬齒，長的胸鰭，在胸鰭與腹鰭上缺乏黑色的邊緣，背鰭軟條12枚;臀鰭軟條66-70枚，體長可達30公分，棲息在河川淡水、半鹹水水域，以其他魚類為食，生活習性不明。